# علی‌اصغر طهماسبی
علی‌اصغر طهماسبی (زاده ۱۳۴۱ بندر گز) سیاستمدار و مدیر اجرایی ایرانی است که از آبان ۱۴۰۳ به عنوان استاندار گلستان فعالیت می‌کند.